# Zrakoplovstvo NDH
Zrakoplovstvo NDH osnovano je 19. travnja 1941., imenovanjem Vladimira Krena za zapovjednika Odjela zračnih snaga. Tijekom lipnja 1941. s Nijemcima je postignut dogovor o osnivanju stalnih zrakoplovnih luka i preuzimanju zarobljenih zrakoplova od bivše Kraljevine Jugoslavije. Kao rezultat tog dogovora Zrakoplovstvo NDH osnovalo je dvije zračne luke: Zagreb i Sarajevo. Na čelo Bojnog zakoplovstva 14. rujna 1943. dolazi Adalbert Rogulja, koji je ostao na tom položaju do raspada NDH. Tijekom svog postojanja zrakoplovstvo NDH bilo je preustrojeno nekoliko puta, a tijekom preustrojavanja također se mijenjalo i ime, tako da se od veljače 1943. zvalo Hrvatsko bojno zrakoplovstvo (HBZ). Zapovjedništvo je izdavalo polumjesečni časopis Hrvatska krila.

## Zrakoplovi
Nakon stvaranja Zrakoplovstva NDH bilo je potrebno nabaviti zrakoplove. Zbog nemogućnosti nabave zrakoplova iz Njemačke dogovor je bio postignut da se u Zrakoplovstvo NDH unovače zarobljeni zastarjeli zrakoplovi koji su bili u sastavu vojske Kraljevine Jugoslavije. Avioni su bili sakupljeni po raznim uzletištima diljem Srbije, tako da je Zrakoplovstvo dobilo mnoštvo raznih modela što je stvaralo mnogo problema prilikom obuke pilota kao i prilikom održavanja. Zbog nemogućnosti nabave dijelova, gubitaka, te prebjezima na stranu partizana, Zrakoplovstvo NDH je uvijek imalo problema s brojem dovoljno ispravnih zrakoplova za izvođenje osnovnih operacija. Kasnije je Zrakoplovstvo NDH nabavljalo letjelice iz Italije (od 1942.), a nakon kapitulacije Italije mogućnost nabave je bio smanjen tako da tek 1944. iz Njemačke stižu kompletne eskadrile (jata) Messerschmitt Bf 109. 
Popis modela zrakoplova koje je rabilo Zrakoplovstvo NDH tijekom svog postojanja:
| Avion                         | Količina | Tip                           | Porijeklo              |
| ----------------------------- | -------- | ----------------------------- | ---------------------- |
| Messerschmitt Me-109          | 50+      | Lovački                       | Treći Reich            |
| Morane-Saulnier M.S.406       | 48       | Lovački                       | Francuska              |
| Fiat G.50                     | 15+      | Lovački                       | Kraljevina Italija     |
| Macchi C.202                  | 18       | Lovački                       | Kraljevina Italija     |
| Macchi C.205                  | 4        | Lovački                       | Kraljevina Italija     |
| Fiat CR.42                    | 10+      | Lovački                       | Kraljevina Italija     |
| Messerschmitt Me 110G-2       | 2        | Lovački                       | Treći Reich            |
| Avia BH-33                    | 7        | Lovački/šlolski               | Čehoslovačka           |
| Ikarus IK 2                   | 4        | Lovački                       | Kraljevina Jugoslavija |
| Dornier DO-17K                | 11       | Bombarder                     | Kraljevina Jugoslavija |
| Dornier DO-17E                | 30       | Bombarder                     | Treći Reich            |
| Dornier DO-17Z                | 21       | Bombarder                     | Treći Reich            |
| Bristol Blenheim Mk.I Ikarus  | 8        | Bombarder                     | Ujedinjeno Kraljevstvo |
| Savoia Marcetti SM-79         | 1        | Bombarder                     | Kraljevina Italija     |
| CANT Z.1007                   | 10       | Bombarder                     | Kraljevina Italija     |
| Fiat BR.20                    | 6        | Bombarder                     | Kraljevina Italija     |
| Avia Fokker F.39              | 1        | Bombarder                     | Čehoslovačka           |
| Caproni Ca.310                | 7        | Višenamjenski/laki bombarder  | Kraljevina Italija     |
| Caproni Ca.311/313/314        | 16       | Višenamjenski/ laki bombarder | Kraljevina Italija     |
| Breguet 19                    | 50       | Višenamjenski/izviđački       | Francuska              |
| Potez 25                      | 42       | Višenamjenski/izviđački       | Francuska              |
| Fieseler Fi 156               | 11       | Višenamjenski                 | Treći Reich            |
| Fieseler Fi 167               | 8-12     | Višenamjenski                 | Treći Reich            |
| de Havilland Puss Moth D.H.80 | 2        | Višenamjenski                 | Ujedinjeno Kraljevstvo |
| RWD-13                        | 1        | Utility                       | Poljska                |
| Beneš-Mráz Beta-Minor         | 25       | Višenamjenski/školski         | Čehoslovačka           |
| Bücker Bü 181 Bestmann        | 22       | Višenamjenski/školski         | Treći Reich            |
| SAIMAN 200                    | 25       | Školski                       | Kraljevina Italija     |
| SAIMAN 202                    | 2        | Višenamjenski/školski         | Kraljevina Italija     |
| AVIA FL.3                     | 20       | Višenamjenski/školski         | Kraljevina Italija     |
| Rogozarski SIM-XI             | 1        | Školski                       | Kraljevina Jugoslavija |
| Rogozarski SIM-X              | 1        | Školski                       | Kraljevina Jugoslavija |
| Rogozarski PVT                | 15       | Školski/jurišni               | Kraljevina Jugoslavija |
| Ikarus MM-2                   | 1        | Lovačko-školski               | Kraljevina Jugoslavija |
| Rogozarski R-100              | 11       | Lovačko-školski/jurišni       | Kraljevina Jugoslavija |
| Bücker Bü 131                 | 46       | Višenamjenski/školski         | Treći Reich            |
| Bücker Bü 133                 | 10       | Višenamjenski/školski         | Treći Reich            |
| Zmaj Fizir FN                 | 20       | Školski                       | Kraljevina Jugoslavija |
| Zmaj Fizir FP.2               | 23       | Višenamjenski/školski         | Kraljevina Jugoslavija |
| Avia Fokker F.VII             | 7        | Transportni                   | Čehoslovačka           |
| Avia Fokker F.IX              | 2        | Transportni                   | Čehoslovačka           |
| Junkers W 34                  | 4        | Transportni                   | Treći Reich            |
| Airspeed Envoy                | 2        | Transportni                   | Ujedinjeno Kraljevstvo |

## Uzletišta
- Zagreb
  - Lučko
  - Borongaj
  - Sveta Nedelja

- Sarajevo
  - Rajlovac

- Banja Luka
  - Zalužani

- Mostar (nakon kapitulacije Italije)

- Sporedna uzletišta
  - Bjelovar
  - Karlovac
  - Križevci
  - Slavonski Brod
  - Kutina
  - Samobor
  - Koprivnica

## Ustroj
Prilikom osnivanja Zrakoplovstva NDH u prvom ustroju stvoreno je 7 jata (eskadrila), koje su prvotno bile razmještena nakon nabave aviona u zrakoplovim bazama u Zagrebu i Sarajevu. Broj jata je rastao tako da 1942. Zrakoplovstvo NDH je raspolagalo s 15 jata.

## Borbena povijest
U suradnji s njemačkim vojnim snagama, Zrakoplovstvo NDH je pozvalo časnike i dočasnike Ratnog zrakoplovstva Kraljevine Jugoslavije koji su bili etnički Hrvati (takvih je bilo oko 500 među časnicima i oko 1.600 među dočasnicima) - i koji su mahom bili u njemačkom ratnom zarobljeništvu - da pristupe u redove Zrakoplovstva NDH; kojem je također stavljeno na raspolaganje znatan broj zrakoplova, koji su uglavnom pali u ruke Nijemcima na zarobljenim aerodromima u Srbiji. Većinu najboljih među oko 300 jugoslavenskih zrakoplova - osobito vrlo moderni laki bombarderi Bristol Blenheim I su završili kod drugih njemačkih saveznika (20 u Finskoj, 6 u Rumunjskoj). 6 dobrih Dornier Do 17 završilo je u zrakoplovnim snagama Bugarske, a 6 lovaca Hawker Hurricane u zrakoplovnim snagama Rumunjske. Zrakoplovstvo NDH je dobilo mnogo zastarjelih lakih zrakoplova iz sastava RZ Kraljevine Jugoslavije, ali se ono ipak dokopalo 8 Bristol Blenheima.
Početke protupartizanskog ratovanja dočekalo je Zrakoplovstvo NDH s nekoliko desetaka zastarjelih francuskih izvidžača/lakih bombardera Potez 25 i Breguet 19, koji su mogli nositi do 200 kg (Potez 25), odnosno 400 bombi (Breguet 19). U akcijama izviđanja i bombardiranja protiv neprijatelja koji nije imao protuzračne obrane ti su se avioni pokazali prikladnima, a koristili su se dosta i za logističku potporu izdvojenim vojnim položajima koje se teško ili nikako opskrbljivalo kopnenim putem. Uskoro će se za slične funkcije koristiti i nekoliko desetaka jugoslavenskih dvokrilaca Zmaj Fizir, koji će zahvaljujući jednostavnosti pokazati izdržljivima: neki od tih zrakoplova će preživjeti rati te će ih od Zrakoplovstva NDH potom "naslijediti" Jugoslavensko ratno zrakoplovstvo.
Od RZ Kraljevine Jugoslavije preuzelo je Zrakoplovstvo NDH također i aerodrome u Sarajevu, Banja Luci, Velikoj Gorici, Mostaru i Zemunu: u Zemunu su bili smješteni i proizvodni, te remontni pogoni preuzeti od Jugoslavije.
Zrakoplovstvo NDH je pokušavalo nabaviti modernije zrakoplove, a prvi takvi su bili jedan izvrstan talijanski tromotorni bombarder Savoia Marchetti SM.79 i jedan češki Avia Fokker, koji više nije bio moderan, ali je ipak mogao nositi bombe od 100 kg - drugi avioni kojima se raspolagalo su mogli ponijeti jedino bombe od 12,5 i 25 kg. Tek 1942. godine, kada je područje NDH već bilo zahvaćeno teškim borbama, Zrakoplovstvo NDH je pribavilo 10 novih talijanskih lakih bombardera Caproni Ca.311 M, koji su bili ranije naručeni i plaćeni od strane Kraljevine Jugoslavije. Iz Italije je stiglo i desetak lovaca Fiat G.50bis, a iz Češke dvadesetak školskih aviona Avia F.l.3. Do tada je s popravka stiglo i 11 srednjih bombardera Dornier Do 17K, te dodatna tri Bristol Blenheima Ikarus, koji su ranije u sastavu RZ Kraljevine Jugoslavije, ali su bili dosta oštećeni. Zahvaljujući tim pojačanjima, krajem 1942. i u prvoj polovini 1943. godine Zrakoplovstvo NDH je uspijevalo pružiti zračnu potporu čak i za njemačke vojne snage raspoređene na području NDH. Međutim je skoro 40 zrakoplova bilo izgubljeno zbog kvarova i vatre pješačkih snaga. 23. svibnja 1942. godine sa zrakoplovima Potez 25 i Breguet partizanima su prebjegli Franjo Kluz i Rudi Čajavec.
Do daljnjih zrakoplova je bilo teško doći, te je tek sredinom 1943. godine iz Njemačke poslano oko 30 remontiranih lakih bombardera Dornier Do 17. U približno isto vrijeme,iz Italije je stiglo oko 50 Bücker Bü 131 Jungman i SAIMAN 200 trenažnih dvokrilaca, koje su talijanske snage bile 1941. godine zarobile od RZ Kraljevine Jugoslavije: ti dvokrilci će se često koristiti za opskrbljivanje izdvojenih vojnih posada. Do kraja godine će iz Njemačke stići i preko 40 zarobljenih francuskih lovaca Morane-Saulnier M.S.406, koji su donekle trebali osigurati zračni prostor NDH od napada zračnih snaga Saveznika. Nijemci su isporučili i 25 Beneš-Mráz Beta-Minor, koji su povećali flotu lakih zrakoplova pogodnih za izviđanje i skromne protupartizanske akcije. Nakon kapitulacije Italije, Nijemci su Zrakoplovstvu NDH predali još oko 60 relativno modernih talijanskih zrakoplova. Do kraja 1943. godine je Zrakoplovstvo NDH imalo skoro 10 tisuća pripadnika, sa skoro 300 aviona, od kojih je možda trećina bila modernih borbenih zrakoplova.
Tek 1944. godine će Zrakoplovstvo NDH iz tvornice kod Milana dobiti 12 posve novih lovaca Macchi C.202, prvih doista suvremenih lovačkih zrakoplova koje su dobili u svoj sastav; ti će se zrakoplovi, zajedno s Fiatima G.50 upustiti u značajne borbe sa Saveznicima, uz gubitak 6 svojih i navodnih oko 20 oborenih savezničkih zrakoplova na bombarderskim misijama (može se nagađati da je Zrakoplovstvo NDH sebi pripisalo pokoji pad savezničkog aviona koji se s misija dalje u Europi oštećen vraća prema bazama na Sredozemlju). Tijekom vremena stiglo je iz Italije dodatnih 10 zrakoplova Macchi, a iz njemačke oko 20 lovaca Messerschmitt Bf 109. Savezničko zrakoplovstvo je pojačalo aktivnost protiv zračnih baza Zrakoplovstva NDH (i protiv snaga Luftwaffe raspoređenih na istom području), što je jako limitiralo njihovo djelovanje.
U narednom tijeku rata, poput njemačkih zračnih snaga i Zrakoplovstvo NDH je bilo pogođeno izrazito ozbiljnom nestašicom goriva, zbog preorijentacije savezničkih bombardiranja na zalihe, transportne i proizvodne kapacitete za sve vrste pogonskih goriva u Europi.
Od kraja 1944. pa do polovine 1945. godine će Zrakoplovstvo NDH u napadima Saveznika izgubiti oko 250 aviona, uglavnom dok su bili na tlu. Nekoliko zrakoplova uništeno je u napadima partizana na aerodrome. Isporuke 39 novih Messerchitta Bf 109 i raznih drugih aviona iz Njemačke su donekle nadoknadile te gubitke, ali je goriva bilo sve manje. U travnju 1945. godine se Zrakoplovstvo NDH praktično raspalo, uz stanoviti broj pilota koji su zrakoplovima prebjegli na stranu partizana ili k Saveznicima u Italiju.
Dio ljudstva Zrakoplovstva NDH je upućen 1941. godine u Njemačku, gdje su obučeni za letenje na njemačkim bombarderima i lovcima, nosili njemačke uniforme, polagali njemačku vojnu prisegu i u svemu djelovali kao pripadnici njemačkih zračnih snaga. Obavljali su zadatke na području SSSR-a, kao Hrvatska zrakoplovna legija. Od pilota te legije, imao je Mato Dukovac 44 priznate pobjede u zračnim okršajima, a Cvitan Galić 28.

## Asovi
Napomena: ovo je popis pilota NDH koji su letjeli u sastavu Luftwaffe na Istočnom frontu u JG 52.
- Mato Dukovac
- Cvitan Galić
- Josip Helebrant
- Albin Starc
- Vladimir Ferenčina
- Safet Boškić
- Tomislav Kauzlarić
- Franjo Džal
- Vladimir Nahod (Vladimir Kreš)
- Ljudevit Bencetić
- Mato Čulinović
- Zlatko Stipčić
- Veca Miković
- Eduard Martinko
- Stjepan Martinašević
- Zdenko Avdić
- Jerko Bartulović
- Josip Kranjc
- Jure Lasta
- Dragutin Gazapi
- Ivan Cenić

## Vanjske poveznice
- ZNDH u Drugom svjetskom ratu  Arhivirana inačica izvorne stranice od 18. travnja 2009. (Wayback Machine)
- Znakovlje zrakoplovstva NDH
- Visoki časnici ZNDH na uzletištu